# Tanacetum zahlbruckneri
Tanacetum zahlbruckneri — вид рослин з родини айстрових (Asteraceae), поширений у західній Азії.

## Опис
Трава заввишки 20–40 см. Прикореневі листки до 15 см, 2-перисторозсічені, зворотно-яйцюваті або довгасті за контуром, первинні сегменти 4–5 парні, кожен тонко розсічений на 3–5 простих або 3-січених вузьколінійних, загострених часточок 10–20 × 0.5–1 мм, рідко волосисті, особливо на нижній поверхні; стеблові листки подібні, менші, стають сидячими. Квітковий голів зазвичай 2–4 на стебло, на квітконосах 8–15 см. Приквітки мають коричневі або чорні краї. Язичкових квіток ≈ 12, білі або блідо-сірчано-жовті, язички 9–15 × 5–6 мм, верхівка, як правило, вирізана; дискові квітки ≈ 3 мм. Сім'янки коричневі, ≈ 2 мм, 5-ребристі. Період цвітіння: травень — липень.

## Середовище проживання
Поширений  на сході Туреччини і в Іранському Азербайджані. Населяє кам'янисті схили; на висотах між 1300 і 3000 метрів.